# Rush 2: Extreme Racing USA
Rush 2: Extreme Racing USA is een racespel en het vervolg op San Francisco Rush.
Zowel Rush 1 als Rush 2 zijn verschenen als arcade- en consolegame. Belangrijke toevoeging aan Rush 2 voor consoles was de stuntmodus, waarin het de bedoeling is zoveel mogelijk punten te behalen door salto's, sprongen, radslagen enzovoorts met de auto te maken. Races vonden plaats in verschillende Amerikaanse steden, zoals New York en Los Angeles. Dit in tegenstelling tot deel 1, waarin alleen San Francisco beschikbaar was.
Verder heeft de game een langere speelduur, omdat er veel te ontdekken valt. Ook zijn er extra modi, zoals banen in tegengestelde richting en gespiegelde banen. Rush 2: Extreme Racing USA verscheen - naast de arcadeversie (Rush The Rock) - alleen op de Nintendo 64. Het vervolg van deze game is San Francisco Rush 2049.